# Propulseur azimutal

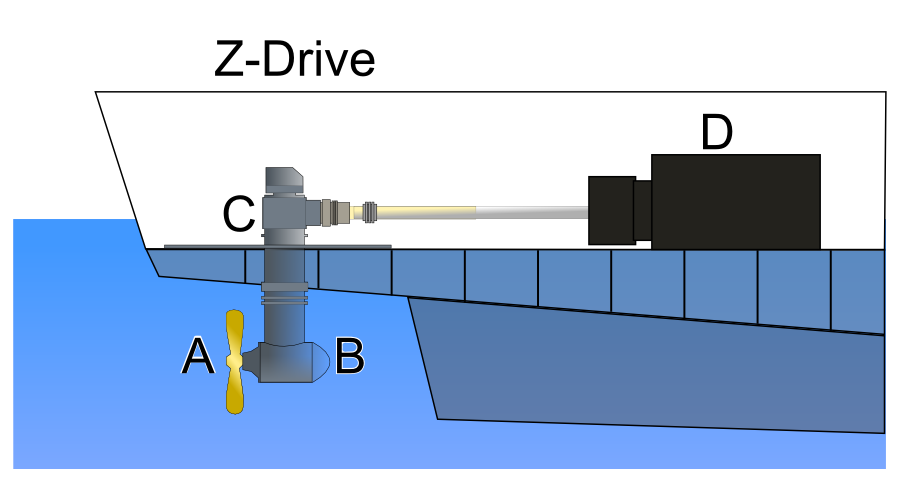
Schéma d'une propulsion en Z-drive : un moteur (D) est relié à l'hélice (A) par l'intermédiaire d'un « Z ».

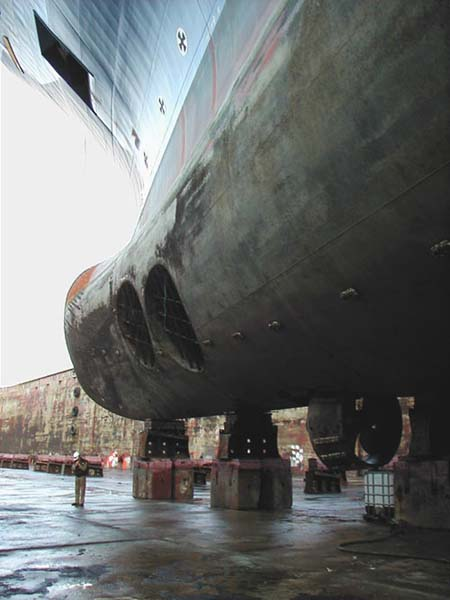
Propulseur azimutal rétractable sous la coque du câblier Île de Bréhat

Un propulseur azimutal, aussi connu sous le nom de Z-drive (« transmission en Z », en anglais), est un type de transmission permettant à l'hélice (le propulseur) placée sous la coque du navire, de pivoter sur 360° pour permettre des changements rapides de direction. Contrairement aux pods, où le moteur est dans une nacelle à l'extérieur de la coque, ici le moteur est à l'intérieur de la coque. Il est relié à l'hélice par une transmission à deux renvois d'angle, le tout ayant une forme de « Z », d'où le nom. La poussée étant vectorielle, les propulseurs azimutaux permettent de se passer de safran. Par rapport aux pods, l'ensemble de la transmission est mécanique et non électrique, ce qui est plus adapté à des navires de petite taille comme les remorqueurs.
On trouve des propulseurs azimutaux dans des installations fixes, ou parfois rétractables dans la coque pour diminuer la trainée en route libre.
Ils sont utilisés principalement par les navires ayant besoin d'une grande manœuvrabilité (remorqueurs, bateaux de service portuaire...), les navires devant maintenir précisément leur position (dragues, navires de ravitaillement offshore), et les navires pouvant accoster de leurs propres moyens (certains cargos et navires à passagers).
Un exemple connu est le petit  ferry Ichnusa assurant la ligne Bonifacio (Corse du sud) - Sainte-Thérèse de Gallura (Sardaigne), deux ports situés dans des calanques  étroites et longues où le navire doit effectuer un demi-tour dans sa propre longueur. Il est équipé de trois propulseurs azimutaux débattant sur 360°

## Histoire
Sur des petites embarcations , les transmissions dites Z drive ont été utilisées dans les années 1940 par les canots d'assaut explosifs  italiens du type Barchini esplosivi MTM : équipés d'un moteur placé à l'extrême arrière mais dans la coque (l'avant était occupé par la charge explosive)
La transmission se faisait par une embase orientable et relevable contenant des pignons de renvoi d'angle. l'embase n'était pas orientable sur 360° mais elle était relevable pour passer par-dessus les filets pare-torpille qui protégeaient les gros navires de guerre dans les rades et les ports. Après guerre les firmes Volvo Penta et Outboard Marine Corporation en ont développé des versions civiles pour le marché de la plaisance motonautique.
Pour les applications civiles sur des navires commerciaux, les Z-drive ont pour la première fois été construits par Hollming en Finlande dans les années 1960, sous le nom d'« Aquamaster », plus tard racheté par FinnYards, puis par Ulstein Group.